# Pachyprosopis
Pachyprosopis is een geslacht van vliesvleugelige insecten uit de familie Colletidae.

## Soorten
- P. angophorae Cockerell, 1912
- P. cornuta Exley, 1972
- P. eucalypti Exley, 1972
- P. eucyrta Exley, 1972
- P. flava Exley, 1976
- P. flavicauda Cockerell, 1912
- P. georgica Cockerell, 1929
- P. grossoscapus Exley, 1976
- P. hackeri Cockerell, 1916
- P. haematostoma Cockerell, 1913
- P. holoxanthopus Cockerell, 1914
- P. indicans Cockerell, 1918
- P. kellyi Cockerell, 1916
- P. kununurra Exley, 1976
- P. melanognathus Exley, 1976
- P. mirabilis Perkins, 1908
- P. paupercula (Cockerell, 1915)
- P. plebeia Cockerell, 1910
- P. psilosomata Exley, 1972

- P. purnongensis (Rayment, 1928)
- P. sternotricha Exley, 1972
- P. trichopoda Exley, 1972
- P. xanthodonta (Cockerell, 1913)
- P. xanthometopa Exley, 1972